# Dorothea Trottenberg
Dorothea Trottenberg (* 18. August 1957 in Dortmund) ist eine schweizerisch-deutsche Bibliothekarin und Übersetzerin.

## Leben
Dorothea Trottenberg absolvierte eine Ausbildung zur Diplom-Bibliothekarin. Anschließend studierte sie Slawistik an der Universität zu Köln und der Staatlichen Universität Leningrad. Gegenwärtig betreut sie an der Universitätsbibliothek Basel das Fachreferat Slawistik und Osteuropa-Studien. Daneben arbeitet sie als Literaturübersetzerin aus dem Russischen ins Deutsche. Trottenberg, die mit dem Slawisten Thomas Grob verheiratet ist, lebt in Zürich.
Dorothea Trottenberg ist Mitglied im Verband Autorinnen und Autoren der Schweiz und im Verband deutschsprachiger Übersetzer literarischer und wissenschaftlicher Werke, VdÜ.

## Ehrungen
Neben einer Reihe von Übersetzungsstipendien erhielt sie
- 2007 den Christoph-Martin-Wieland-Übersetzerpreis
- 2012 den Paul-Celan-Preis
  - Katharina Raabe: Laudatio auf Dorothea Trottenberg. Frankfurt, 11. Oktober 2012[1]
- 2024 Spezialpreis Übersetzung der Schweizer Literaturpreise[2]

## Übersetzungen
- Boris Akunin: Pelagia und der schwarze Mönch. München 2004
- Michail M. Bachtin: Zur Philosophie der Handlung. Berlin 2011
- Marija O. Belkina: Die letzten Jahre der Marina Cvetaeva. Frankfurt am Main 1991 (zus. mit Schamma Schahadat)
- Ivan A. Bunin: Am Ursprung der Tage, Zürich 2010
- Ivan A. Bunin: Das Dorf. Suchodol. Zürich 2011
- Ivan A. Bunin: Der Sonnenstich. Zürich 2024
- Ivan A. Bunin: Der Sonnentempel. Zürich 2008
- Ivan A. Bunin: Ein Herr aus San Francisco. Zürich 2017
- Ivan A. Bunin: Frühling. Zürich 2016
- Ivan A. Bunin: Gespräch in der Nacht. Zürich 2013
- Ivan A. Bunin: Leichter Atem. Zürich 2020
- Ivan A. Bunin: Nachts auf dem Meer. Zürich 2022
- Ivan A. Bunin: Vera. Zürich 2014
- Ivan A. Bunin: Verfluchte Tage. Zürich 2005
- Martin George (u. a., Hg.): Tolstoj als theologischer Denker und Kirchenkritiker. Göttingen 2014 (darin übersetzt, zus. mit Olga Radetzkaja, 400 Seiten religionsphilosophischer Schriften Tolstois)
- Anton P. Čechov: Eine Bagatelle. Hamburg 2010. (zus. mit Alexander Eliasberg)
- Elena Čižova: Die stille Macht der Frauen. München 2012
- Elena Čižova: Die Terrakottafrau. München 2015
- Sergej D. Dovlatov: Der Koffer. Köln 2008
- Andrej V. Gelasimov: Durst. Berlin 2011
- Nikolaj V. Gogol': Die Nacht vor Weihnachten. Berlin 2020
- Nikolaj V. Gogol': Die Nase. Stuttgart 1997
- Sigismund D. Krzyżanowski: Der Club der Buchstabenmörder. Zürich 2015
- Sigismund D. Krzyżanowski: Münchhausens Rückkehr. Zürich 2018
- Jurij M. Lotman: Kultur und Explosion. Berlin 2010
- Viktor O. Pelewin: Tolstois Albtraum. München 2013
- Alexander Rodtschenko, Schwarz und Weiß. Schriften zur Photographie. München 2011 (zus. mit Schamma Schahadat)
- Marija A. Rybakova: Die Reise der Anna Grom. Berlin 2001
- Vladimir G. Sorokin: Das Bankett. Berlin 2022
- Vladimir G. Sorokin: Der himmelblaue Speck. Köln 2000
- Vladimir G. Sorokin: Die Konkreten. Berlin 2023
- Vladimir G. Sorokin: Die rote Pyramide. Berlin 2022 (übers. zus. mit Andreas Tretner)
- Vladimir G. Sorokin: Doktor Garin. Köln 2024
- Vladimir G. Sorokin: Nastja. Berlin 2022
- Vladimir G. Sorokin: Norma. Köln 1999
- Vladimir G. Sorokin: Pferdesuppe. Berlin 2017
- Vladimir G. Sorokin: Telluria. Köln 2015 (übers. zus. mit Sabine Grebing, Christiane Körner, Barbara Lehmann, Gabriele Leupold, Olga Radetzkaja, Andreas Tretner, Thomas Wiedling als „Kollektiv Hammer und Nagel“)
- Vladimir G. Sorokin: Violetter Schnee. Übersetzung der Textvorlage für die Oper. Komponist Beat Furrer, Text Händl Klaus. Uraufführung 13. Januar 2019, Berlin, Staatsoper Unter den Linden.
- Lev N. Tolstoj: Familienglück. Zürich 2004
- Lev N. Tolstoj: Krieg und Frieden. Frankfurt am Main 2003
- Ivan S. Turgenev: Faust. Zürich 2007
- Ivan S. Turgenev: Klara Milič. Zürich 2006
- Ulrich Schmid (Hg.): De profundis – vom Scheitern der russischen Revolution. Berlin 2017 (übers. zus. mit Gabriele Leupold, Olga Radetzkaja, Volker Weichsel, Regula Zwahlen)
- Dmitrij Venevitinov: Flügel des Lebens. Lyrik, Prosa, Briefe. Gesammelte Werke. Berlin 2016 (zus. mit Hendrik Jackson u. a.)

## Film
- Spurwechsel. Ein Film vom Übersetzen. Встречное движение. 2003. Zweisprachiger Film von Gabriele Leupold, Eveline Passet, Olga Radetzkaja,[3] Anna Shibarova, Andreas Tretner; russische Untertitel von Studierenden des Instituts für Slawistik der LMU München angefertigt, im Übersetzerseminar von Shibarova. Weitere Mitwirkende sind Sergej Romaško, Swetlana Geier, Michail Rudnizkij, Marina Koreneva, Dorothea Trottenberg, Ilma Rakusa, Tat’jana Baskakova, Solomon Apt, Thomas Reschke. Film, Dauer 1 h 34 m

## Notizen
1. ↑  Leicht gekürzt in Übersetzen, 1, 2013, S. 6–8 online
2. ↑  © Bundesamt für Kultur: Dorothea Trottenberg. Spezialpreis Übersetzung 2024. Abgerufen am 15. Februar 2024.
3. ↑  Radetzkaja in der Übersetzer-Datenbank des VdÜ, 2019

| Personendaten    | Personendaten                             |
| ---------------- | ----------------------------------------- |
| NAME             | Trottenberg, Dorothea                     |
| KURZBESCHREIBUNG | Schweizer Bibliothekarin und Übersetzerin |
| GEBURTSDATUM     | 18. August 1957                           |
| GEBURTSORT       | Dortmund                                  |